# کاور آرت

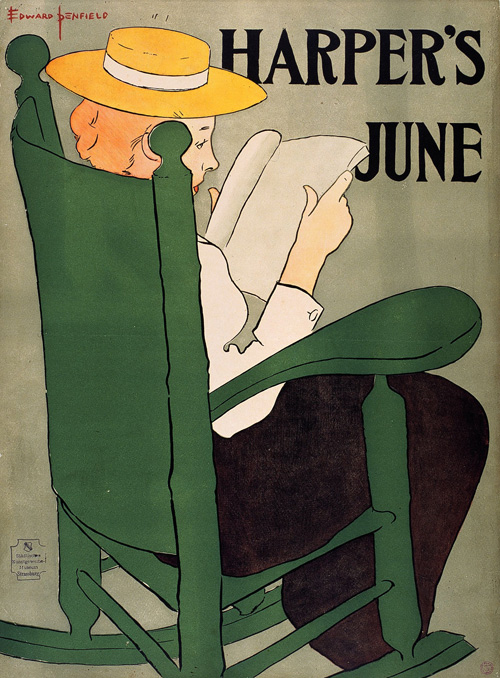
مجله هارپر، ژوئن ۱۸۹۶، اثر ادوارد پنفیلد.

جِلد هُنری یا پوشَن هُنری یا کاور آرت (به انگلیسی: Cover Art) کاری هنری است که به صورت تصویرسازی یا عکس روی جلد محصولی منتشرشده مانند کتاب (اغلب بر روکش جلد)، مجله، روزنامه، کتاب کمیک، بازی ویدئویی، دی‌وی‌دی، سی‌دی، نوار ویدیویی یا آلبوم موسیقی قرار می‌گیرد. این تصویر به قصد تجاری ساخته می‌شود تا محصولی که روی آن نمایش داده می‌شود را تبلیغ کند. بااین‌حال گاه کارکرد زیباشناختی نیز دارد و می‌تواند از نظر هنری با محصول مرتبط باشد. مانند طرحی که از سوی خالق محصول تولید شود.

## نگارخانه

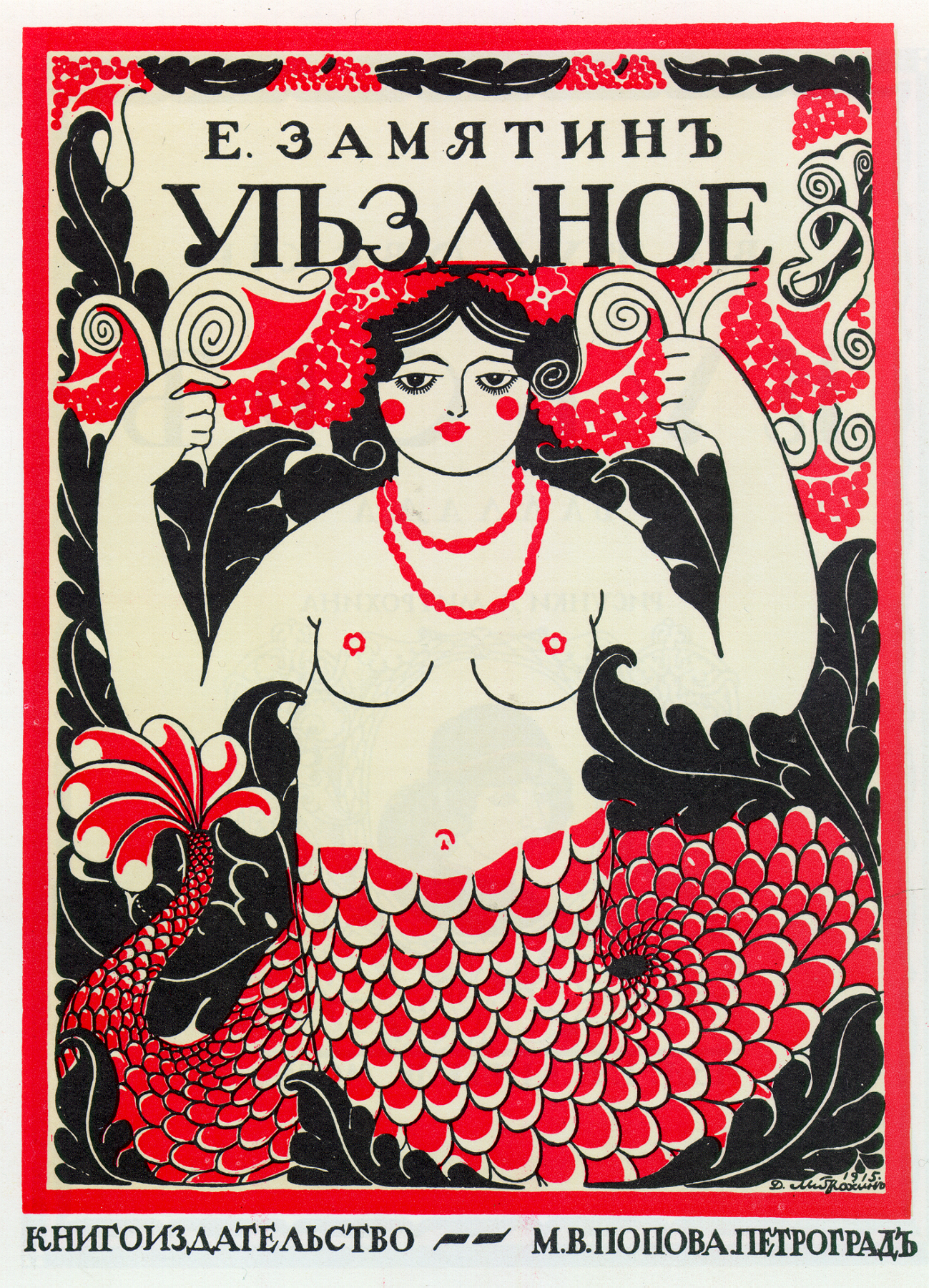
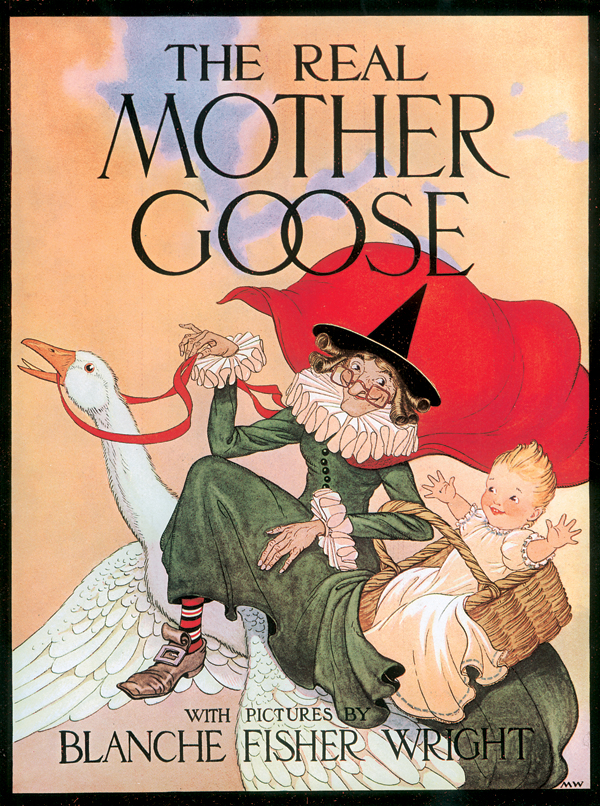
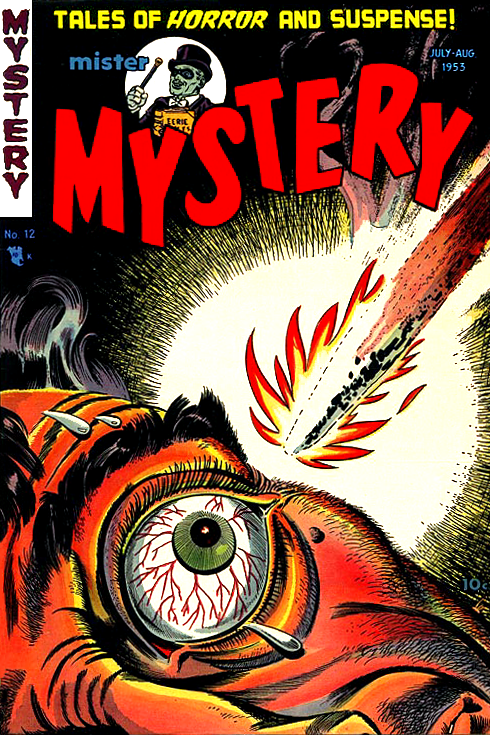
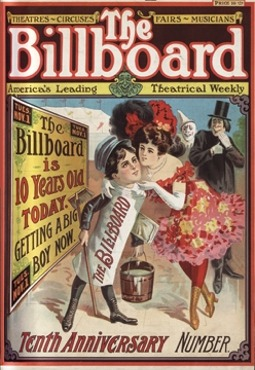
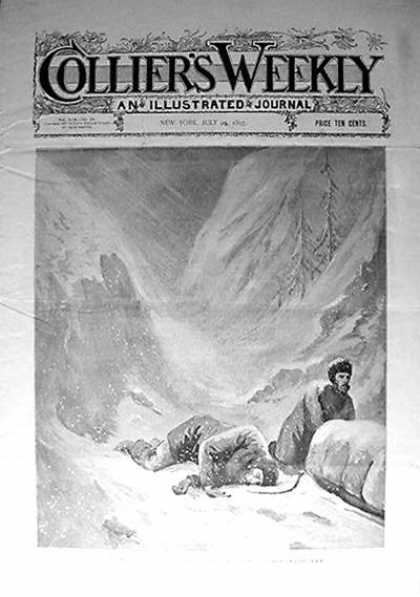